# ليونارد بي. جوردن
ليونارد بي. جوردن (بالإنجليزية: Leonard B. Jordan )‏ (و. 1899 – 1983 م) هو سياسي أمريكي، ولد في ماونت بليزانت، كان عضوًا في الحزب الجمهوري، وكان عضوًا في فاي بيتا كابا، توفي في بويسي، عن عمر يناهز 84 عاماً.

## مناصب
تولى منصب Governor of Idaho ‏ (1 يناير 1951–3 يناير 1955)
- عضو مجلس الشيوخ الأمريكي.

## التعليم
تعلم في جامعة أوريغون.